# Twotone Aoki
Tsutomu Aoki (青木 努, Aoki Tsutomu, né le 27 juin 1959), mieux connu sous son nom de scène Twotone Aoki (ツートン青木, Tsūton Aoki) est un imitateur japonais originaire de la préfecture de Kanagawa. Son fils Ryūji Aoki est également imitateur.

## Répertoire d'imitations
- Eun-sook Kye
- Keiko Fuji
- Akira Fuse
- Hiromi Go
- Shinji Harada
- Takao Horiuchi
- Takashi Hosokawa
- Kōshi Inaba
- Michael Jackson
- Ryūichi Kawamura
- Yuki Katsuragi
- Saburō Kitajima
- Keisuke Kuwata
- Nobuteru Maeda
- Chiharu Matsuyama
- Yoshikazu Mera
- Hibari Misora
- Yoshinori Monta
- Shinichi Mori
- Yoshizaki Musshu
- Tsuyoshi Nagabuchi
- Kaname Nemoto
- Tomotaka Okamoto
- Judy Ongg
- Masashi Sada
- Hideki Saijō
- Kenji Sawada
- Eiko Segawa
- Masanori Sera
- Kiyomi Suzuki
- Toshihiko Tahara
- Kōji Tamaki
- Masakazu Tamura
- Shinji Tanimura
- Yoshimi Tendō
- Hideaki Tokunaga
- Machiko Watanabe
- Masayoshi Yamazaki

## Source de la traduction
- (en) Cet article est partiellement ou en totalité issu de l’article de Wikipédia en anglais intitulé « Twotone Aoki » (voir la liste des auteurs).